# الجمعية الطبية القبطية (بريطانيا)
الجمعية الطبية القبطية ببريطانيا (بالإنجليزية: Coptic Medical Society U K)‏ هي جمعية طبية مقرها المملكة المتحدة تأسست سنة 2003 بلندن.

## اهداف الجمعية
- دعم الأطباء وأطباء الأسنان والصيادلة في المملكة المتحدة
- دعم طلبة الطب والأسنان والصيدلة في المملكة المتحدة
- مناقشة مختلف المسائل الأخلاقية والمعنوية ، والطبية ، والمسائل الروحية حسب الحاجة
- مساندة المرضى والمستشفيات المسيحية في مصر
- الإبقاء على الاتصال مع الجمعيات الطبية في البلدان الأخرى
- الحفاظ على الحوار مع الأطباء الأقباط في مصر من اجل المنفعة المتبادلة
- تجميع ونشر السير الذاتية للأطباء المصريين المميزين
- الرئيس الشرفى البروفيسور السير مجدي يعقوب

## موقع الجمعية
- الجمعية الطبية القبطية